# القمح في الجزائر
القمح في الجزائر تعتبر الجزائر من بين الدول المنتجة للقمح، ويعتبر القمح الجزائري المنتج من بين الأجود، وتوجد عدة أنواع تشتهر الجزائر بإنتاجها هي: القمح البليوني، قمح الهذبة، قمح محمد البشير، قمح الزنتاني، قمح بوسالم.
و يعتبر الديوان الوطني للحبوب OAIC أهم شركة وطنية في إنتاج و تصدير و تخزين الحبوب في الجزائر ، و التي عرفت تطورا مذهلا في الخمسة عشرة سنوات الماضية ، فقد تم فتح عدة فروع لها على كل ربوع الجزائر من بينها فرع ميناء جن جن بولاية جيجل الساحلية

## تاريخ

### احصائيات الإنتاج الوطني
| الموسم الزراعي | الانتاج (مليون قنطار) |
| -------------- | --------------------- |
| 2017-2018      | 60.5                  |
| 2016-2017      | 34.7                  |
| 2015-2016      | 34.3                  |

### احصائيات الإنتاج حسب الولايات
| الموسم الزراعي | الانتاج (مليون قنطار) | الانتاج (مليون قنطار) | الانتاج (مليون قنطار) | الانتاج (مليون قنطار) | الانتاج (مليون قنطار) | الانتاج (مليون قنطار) |
| الموسم الزراعي | سطيف                  | سوق أهراس             | أدرار                 | غرداية                | البيض                 | جيجل                  |
| -------------- | --------------------- | --------------------- | --------------------- | --------------------- | --------------------- | --------------------- |
| 2018-2019      |                       | 1.714                 | 0.450                 | 0.256                 | 0.227                 | 0.039                 |
| 2012-2013      | 1.8                   |                       |                       |                       |                       |                       |

## الإنتاج

### أنواع القمح في الجزائر
يوضح الجدول التالي أنواع القمح المزروعة في الجزائر ومناطق زراعتها.
| النوع           | المدن التى يزرع بها                                                                                   |
| --------------- | --- |
| القمح البليوني  | تاملوكة، العلمة، سطيف، قلال، قجال، بازر صخرة، عموشة، الرصفة، البلاعة، بئر حدادة، الأوريسية، بني فودة. |
| قمح الهذبة      | |
| قمح محمد البشير | |
| قمح الزنتاني    | |
| قمح بوسالم      | |

## الاستيراد
تعتبر الجزائر من بين أحد أكبر الدول استيرادا للقمح وتستورد ذلك لتغطية العجز الذي تعاني منه كون أن إنتاج القمح في الجزائر مرتبط بكميات تساقط الأمطار.
| السنة | الكمية |
| ----- | ------ |
|       |        |